# Селая (футбольний клуб)
«Селая» (ісп. Celaya FC) — мексиканський футбольний клуб з міста Селая, штату Гуанахуато. В даний час грає в другому за силою дивізіоні країни.

## Історія
Клуб був заснований як «Селая» ФК в лютому 1954 року. Доктор Мігель Іріарте Монтес був першим президентом клубу і зареєстрував клуб в Сегунда Дивізіоні, який в той час був другою за значимістю лігою в Мексиці. Тільки на другий рік свого існування клуб посів друге місце після футбольного клубу «Монтеррей», який домігся підвищення в класі.
У 1957-58 роках клуб домігся підвищення після перемоги в чемпіонаті, де вони не програвали в своїх перших 18 іграх. Клуб оформив просування офіційно 15 грудня 1957, коли переміг з рахунком 2?1 «Насьйональ» під керівництвом аргентинського тренера Флоренсіо Каффаратті, замінивши клуб «Тампіко».
«Селая» зіграв свій перший матч у вищому дивізіоні 13 липня 1958 проти «Америки», яка перемогла їх з рахунком 4:1. Перший гол у вищому дивізіоні забив Феліпе Негрете, хоча багато хто вважає, що Матео де ла Тієр (через плутанину в штрафному, яка привела до голу). Клуб відчайдушно боровся, але не вигравав до 8-го раунду, коли вони вирвали перемогу у «Самори» з рахунком 3:2. Клуб зумів зберегти прописку в лізі завдяки перевазі всього в одне очко над командою «Куальта», яка була понижена в класі. Того року клуб посів 13 місце в лізі з 19 очками, вигравши тільки 4 гри, Ранульф Росас був найкращим бомбардиром клубу в цьому році з 8 голами, друге місце посіли Джонс і Аппічафоко, обидва з 5 голами.
У сезоні 1959-60 клуб показав невелике поліпшення, посівши 12-е місце в лізі з 12 очками, змусивши боротися за виживання «Монаркас Морелія» і «Депортіво Самора». Феррейра став найкращим бомбардиром за цей рік з 9 голами, за ним слідували Ортіс з 8 і Кабаньяс з 4 голами. Посередня гра клубу підвела їх в сезоні 1960-61, коли після закінчення завершального матчу ліги з показниками в 6 перемог, 7 нічиїх і 13 поразок (в цілому 19 очок), клуб вилетів у другий дивізіон. Вони почали турнір досить добре, але, коли тренер Флоренсіо Каффаратті покинув клуб, його очолив Габріель Унате, якому перемоги давалися досить важко. Клуб офіційно вилетів 15 січня 1961 роки після нічиєї 0:0 проти «Тампіко Мадеро». У тому складі були лише кілька гравців, які добре провели рік: Кваглія, Дж. Меркадо і Ісмаель Феррейра, вони забили 7, 5 і 4 голи відповідно.
Клуб провів 1960-ті у Другому дивізіоні, де після 10 років посередніх виступів клуб, нарешті, був розформований в 1970 році. Через кілька років «Селая» разом з клубом «Технолохіко де Селая» були відроджені з метою повернути місту Селая колишню спортивну славу. «Селая» потрапила в Терсера Дивізіон і в сезоні 1973-74 клуб виграв лігу. У свою чергу, «Текнолохіко де Селая» пізніше була понижена до Терсери, де вони зіграли ще кілька сезонів, а потім були розформовані. Клуб провів 1980-ті зі змінним успіхом у Сегунді B, перш ніж знову пробитися в Сегунду А в 1991 році. З 1991 по 1993 рік знову 2 клуби представляли місто Селая — «Селая» і «Лінсес Селая».

### Ера «Атлетіко Селая»
Клуб добився свого повернення в 1994 році, коли два клуби з другого дивізіону («Атлетіко Куернавака» (Морелос) і «Ескуадра Селеста де Селая» (Гуанахуато)) об'єдналися. Інша команда, «Атлетіко Еспаньйол», також приєдналася до тандему в більш пізні терміни.
Всі об'єднані клуби принесли частинку своєї колишньої символіки в новоспечений клуб: від «Атлетіко Куернавака» було взято назву нового клубу (хоча його ім'я також збігається з колишнім «Атлетіко Еспаньйол»), від «Селеста де Селая» був узятий блакитний колір, а від «Атлетіко Еспаньйола»- талісман, бик, який також дав новій команді її прізвисько — Торос (бики).
«Атлетіко Селая» виграло другий дивізіон і була підвищене в класі. Перший рік в Прімері припав на сезон 1994—95, де їм вдалося залишити позаду футбольний клуб «Пачука». У сезоні 1995-96 в клуб прийшли колишні легенди іспанського «Реал Мадрида»: Еміліо Бутрагеньйо і Уго Санчес, які допомогли клубу добитися таких результатів: 14 перемог, 10 нічиїх і лише 10 поразок, в цілому 52 очки, також клуб пробився до чвертьфіналу кубка вперше в своїй історії, де переміг «Монтеррей». Перший матч був зіграний в «Монтерреї», де після 90 хвилин гри суддя зафіксував нічию 2:2. Другий матч був зіграний в Селаї, де клуби знову не виявили сильнішого, 0:0, але завдяки голам на виїзді далі пройшла команда з Селаї. У півфіналі клуб зіткнувся з «Веракрусом», перший матч був проведений у Веракрусі, де «Селаї» вдалося перемогти з мінімальним рахунком 1:0, забезпечивши перевагу на наступний матч. Друга гра була зіграна в Селаї, після 90 хвилин протистояння «Селая» записала на свій рахунок 5 голів і була на шляху до свого першого фіналу мексиканського кубка. У фіналі клуб зіткнувся з «Некаксою», яка пройшла «УАНЛ Тигрес» в чвертьфіналі і «Америку» в півфіналі. Перший матч був зіграний в Селаї, де клуби розійшлися миром, 1:1. Друга гра була зіграна в Мехіко на легендарному стадіоні «Ацтека», де після 90 хвилин клуби закінчили з нулями на табло. Рішенням ліги було таким: не грати додатковий час або серію пенальті, а нагородити трофеєм «Некаксу» за рахунок виїзного голу.
У сезоні 1996-97 клуб посів останнє місце в групі 4 з результатом в 5 перемог, 2 нічиї та 10 поразок, в цілому 17 очок. Але тепер клуб опинився в нижній частині турнірної таблиці. Команда також мала фінансові проблеми, які привели до продажу своєї ліцензії на виступ у першому дивізіоні промисловцеві з Морелоса в під час зимової паузи сезону 2002-03. Він сформував нову команду під назвою «Колібріс де Морелос», але вона зникла так само швидко, як і з'явилася. У той же час, коли «Атлетіко Селая» зникла, її старша сестра-сусідка, «Селая» була відновлена знову, коли Ла Пьєдад переїхав в Селаю. Цей клуб знову був розформований у 2004 році.

### Новий час
Клуб був відроджений у 2007 році і з того часу став виступати у нижчих лігах Мексики.

### Рекорди
- Сезонів в Прімері: 14
- Найкращий результат в Прімері: 4 місце (1995-96)
- Найбільша перемога: 5:0 проти «Гвадалахари» (1999)
- Найбільша поразка: 6:0 проти «Атланте» (1996) і «Америки» (1999)
- Найбільше очок у сезоні

Довгий сезон: 52 (1995-96)
Короткий сезон: 24 (1999)
- Найбільша кількість голів в сезоні

Довгий сезон: 49 (1995-96)
Короткий сезон: 29 (1999)
- Найбільше перемог у сезоні

Довгий сезон: 14 (1995-96)
Короткий сезон: 6 (1998 і 1999)
- Найбільше перемог поспіль: 5 (1995-96)
- Найбільше поразок в сезоні: 10 (1996, 2000)
- Найбільше ігор поспіль без перемог: 14 (1958-59)
- Найменша кількість перемог в сезоні: 2 (1997)
- Найменша кількість поразок в сезоні: 5 (1999)
- Найкращий бомбардир: Еміліо Бутрагеньйо з 14 голами (1995-96)
- Найбільше голів, забитих в грі: Річард Самбрано — 4 проти «Веракруса» в півфіналі 1994 року.

### Форма
Оригінальні кольори клубу в 1950-х роках були червоні і білі. В кінці 1980-х і початку 1990-х років клуб почав використовувати чорно-білі зі своєрідним малюнком у вигляді букви V на грудях в домашніх іграх і чорною смугою для виїзних матчів, які вони як і раніше використовують і донині.
| 1997 · Домашня | 1997 · Виїзна | 2002 · Домашня | 2007 · Виїзна | 2009 · Домашня | 2010 · Домашня | 2011 · Виїзна |

## Відомі гравці
- Антоніо Мохамед
- Іван Уртадо
- Еміліо Бутрагеньйо
- Рафаель Мартін Васкес
- Мічел
- Хайме Лосано
- Уго Санчес
- Херардо Флорес
- Річард Баес